# 穆扎·尼亞佐娃
穆扎·尼亞佐娃（1938年6月10日—），土庫曼斯坦前第一夫人，前終身總統薩帕爾穆拉特·尼亞佐夫的妻子。她與尼亞佐夫有一子一女。

## 生平
穆扎生於列寧格勒，是俄羅斯-猶太混血兒。她父親在蘇德戰爭時來到中亞，她本人畢業於圣彼得堡彼得大帝理工大学。她1960年代與尼亞佐夫認識並在1967年4月18日結婚，她有一子穆拉德與一女伊蓮娜。